# مارتا غولدبرغ
مارتا غولدبرغ (بالألمانية: Martha Goldberg)‏ هي ناشطة اجتماعية ألمانية، ولدت في 4 أغسطس 1873 في شفيرين في ألمانيا، وتوفيت في 10 نوفمبر 1938.